# The Way I See Things
The Way I See Things è un singolo del rapper statunitense Lil Peep, pubblicato il 24 agosto 2015

## Tracce
1. Praying To the Sky – 3:59